# Ralph Marcove
Ralph C. Marcove (* 11. November 1929; † 9. Januar 2001) war ein US-amerikanischer Orthopäde, Tumororthopäde und Hochschullehrer.

## Leben
Ab 1962 war Marcove am Memorial Sloan Kettering Cancer Center (MSKCC) tätig. Dort entwickelte sich eine fruchtbare Zusammenarbeit mit dem Kinderonkologen Gerald Rosen, dessen für damalige Verhältnisse sehr erfolgreiche Chemotherapie orthopädischer Tumorpatienten. Später war Marcove am Hospital for Special Surgery tätig, zuletzt war er Professor für Orthopädische Chirurgie am Columbia University Irving Medical Center.
Abseits seiner klinischen Tätigkeit war Marcove als Kenner und Sammler asiatischer Kunst bekannt und spielte Schlagzeug. 1960 heiratete er Joan P. Gordon, die Ehe wurde später geschieden. In zweiter Ehe war er mit Christina Marcove verheiratet, aus der Ehe gingen die Töchter Nancy und Laura hervor. Er verstarb an einem Pankreaskarzinom.

## Wirken
Ralph Marcove gilt als einer der bedeutendsten Tumororthopäden des 20. Jahrhunderts. Das Duo Marcove/Rosen gehörte spätestens seit Mitte der 1970er Jahre gemeinsam mit William F. Enneking, Henry Mankin und dem Team aus Norman Jaffe und Hugh Watts zu den führenden Experten der US-amerikanischen Sarkomforschung.
Erste Publikationen veröffentlichte Marcove unter der Letztautorenschaft des renommierten Pathologen Henry L. Jaffe. Sein orthopädischer Lehrer war Kenneth C. Francis, von 1958 bis 1964 Leiter der dortigen Knochentumor-Station am MSKCC. Schön früh belegten seine Publikationen sein Interesse an Tumoren des Bewegungsapparates. Während seiner Zeit am MSKCC führte er schon früh die Kryochirurgie ein, die er besonders für die Therapie von Riesenzelltumoren befürwortete. Er trug zur zentralen tumororthopädischen Fragestellung nach Extremitätenerhalt angesichts des durch die Chemotherapie verbesserten Gesamtüberlebens bei: 1977 implantierte er die erste totale Femurendoprothese und demonstrierte somit, dass Extremitätenerhalt prinzipiell eine realistische Alternative zur Amputation darstellt.
Führende europäische Tumororthopäden wie beispielsweise Winfried Winkelmann hospitierten bei seinen Operationen.
Marcove gehörte zu den 17 Gründungsmitgliedern der am 5. und 6. Mai 1977 in Boston gegründeten amerikanischen Fachgesellschaft für Tumoren des Bewegungsapparates (Musculoskeletal Tumor Society, MSTS).